# まさかの一丁目一番地
『まさかの一丁目一番地』（まさかのいっちょうめいちばんち）は、TBS系列にて2023年3月18日から不定期放送されているバラエティ番組である。

## 概要
芸能人の「一丁目一番地」=「元祖」を現在活躍しているタレントから数珠つなぎに振り返り調査するバラエティ番組。

## 出演者

### MC
- 加藤浩次（極楽とんぼ）

## 放送リスト
| 回数 | 放送日                   | 放送時間（JST） | ゲスト                                                                       | 備考         |
| ---- | ------------------------ | --------------- | ---------------------------------------------------------------------------- | ------------ |
| 1    | 2023年3月18日（土曜日）  | 15:00 - 16:00   | ギャル曽根、藤田ニコル、ゆうちゃみ、藤田志穂、Rumi                           | 関東ローカル |
| 2    | 2023年7月27日（木曜日）  | 20:00 - 22:00   | 本田望結、安藤優子、神田愛花、黒柳徹子、ギャル曽根、小林尊、高橋信也         | 全国ネット   |
| 3    | 2023年12月30日（土曜日） | 22:00 - 23:30   | 岩崎良美、梅澤美波（乃木坂46）、後藤真希、島崎和歌子                         | 全国ネット   |
| 4    | 2024年7月24日（水曜日）  | 19:00 - 22:00   | 大西流星（なにわ男子）、川合俊一、谷亮子、長嶋一茂、福士加代子、丸山桂里奈   | 全国ネット   |
| 5    | 2024年12月30日（月曜日） | 22:00 - 23:30   | imase、斉藤由貴、島崎和歌子、本田仁美（SAY MY NAME）                         | 全国ネット   |
| 6    | 2025年4月3日（木曜日）   | 21:00 - 22:57   | 大西流星（なにわ男子）、島崎和歌子、長嶋一茂、本田望結、ゆうちゃみ、吉田栄作 | 全国ネット   |

## 内容
- 2023年3月18日 - 芸能界ギャル史
- 2023年7月27日 - 大食いタレント、フリーアナウンサー
- 2023年12月30日 - 女性アイドル歌手
- 2024年7月24日 - パリオリンピック直前SP オリンピックのヒーロー・ヒロイン
- 2024年12月30日 - 輝く!日本レコード大賞新人賞、ミリオンヒット曲
- 2025年4月3日 - TBSテレビ恋愛ドラマ史、長嶋一茂（秘）波乱万丈…原点は?

## スタッフ
- ナレーター：津野まさい
- 構成：桜井慎一、町山広美、あだち昌也
- TM：中村全希（TBSテレビ）
- PM(第3回-)：公文大輔（第3回-）
- TD：徳武正裕
- カメラ：中島達彦（第6回）
- VE：猿田新吾（第5回-）
- 音声：宮田佳奈子（第6回）
- 照明：今田貴也（第1,2,6回）
- 美術プロデューサー：三枝善治郎（第4回-、第1-3回は美術ディレクター）
- 美術デザイナー：西出衣織（第6回、第1-5回はデザイナー）
- 美術ディレクター：萩野谷風華（第4回-）
- 大道具装置(第6回)：坂本進（第6回）
- 大道具操作(第6回)：塚上博（第6回、第1,2,5回は操作）
- 電飾：田谷尚教
- LEDモニター(第6回)：長嶋健司（第6回）
- 装飾：深山健太郎
- 植木装飾(第2回-)：谷口瑞季（第6回）
- アクリル装飾：森美男（第5回-）
- ヘアメイク(第4回-)：遠藤敏子（第6回）
- 編集：関竜弥（第6回）
- MA：内山祐希（第1,4,6回）
- 音効：高津浩史（第4,6回）
- CG：高山正幸
- リサーチ(第2回-)：CRAFTLAB（第2回-）
- イラスト：中村サトル（第1,4回-）
- 技術協力：GLink Studio
- 編成：松本佳奈子（TBSテレビ、第3回-）
- 宣伝：糸井桂子（TBSテレビ、第4,6回）、村井彩乃（TBSテレビ、第1回-）
- デスク：大澤麻子
- TK：五味真琴
- AD：亀川夢乃（第6回）、森田望楓（第5回-）、佐野梓紗（第6回）、壱岐大吾（第4,6回）、月岡楓雅（第6回）、田浦悠太郎（第2,3,5回-）
- AP：小川瑞稀（第1回-）、本田友栄（第2,3,5回-）、張瑋容（第6回）
- ディレクター：齊藤篤史（第6回）、遠山広（てっぱん、第2回-）、蒲田涼、仲埜光裕（共にROFL、第1-3,6回）、新地祥大（第4回-、第2,3回はAD）、ソネタマエ（第6回）、砂川隼樹（第6回）、近藤健太（第5回-）
- 演出：勝俣晋（クリエイティブ30、第2回-）
- 総合演出：軸原資雄（TBSテレビ、第1回-）
- プロデューサー：加藤丈博（TBSテレビ、第1回-）、長嶺望（オフィスNY、第2回-）、倉田敬之（ROFL、第4回-、第1回はディレクター、第2,3回は演出）、川俣和也（てっぱん、第2回-）、廣瀬詩歩（てっぱん、第2回-）、辰馬成拓（ZION、第6回）
- 制作協力：ROFL（第1回-）、てっぱん（第2回-）
- 制作：TBSテレビコンテンツ制作局バラエティ制作二部
- 製作著作：TBS

### 過去のスタッフ
- カメラ：玉野智美（第1,2回）、喜友名邦裕（第3回）、大野紘平（第4,5回）
- 音声：松浦絵理（第1-5回）
- VE：吉田崇（第1,2回）、松吉英明（第3,4回）
- 照明：小野寺伸一（第3-5回）
- 美術プロデューサー：岩城正和（第1-3回）、髙井佑真（第3回）
- 美術ディレクター：捧里彩子（第2回）
- デザイナー：平本健太（第2回）
- 装置：正代俊明（第1-5回）
- 操作：冨千優（第1-4回）
- アクリル装飾：青木剛（第1-4回）、阿部祐梨奈（第1-3回）
- 電飾：清水美希（第1,2回）、岩瀬葵（第3回）
- 植木装飾(第2回-)：義同博子（第3-5回、第2回は儀同名義）
- メイク：大桶恭子（第1回）
- ヘアメイク(第4回-)：久木田梨花（第4回）、岡口真美（第5回）
- 編集：松崎行芳（第1回）、石田翼（第2,3回）、坂井萌（第4回）、野平誠（第5回）
- MA：金城徹（第2,3,5回）
- 音効：岡田淳一（第1-3,5回）、北澤寛之（リノバティオ、第4回）
- イラスト：グレートインターナショナル（第2,5回）、テクノカットスタジオ（第3,5回）、森本レオリオ（第3-5回）、エイイチ（第4回）
- 監修︰米原康正（第1回）
- 撮影協力：BLEA学園、渋谷女子インターナショナルスクール（共に第1回）、villa.N、T.I.U.総合探偵社、活龍 八千代店（共に第2回）、船橋市運動公園、ふなばしロケーションズ「ふなロケ」（共に第4回）
- 協力(第3回)：ORICON、マルベル堂（第3回）
- 写真提供(第4回)：アフロ、産経新聞社、ゲッティイメージズ、日刊スポーツ（共に第4回）
- 映像・写真提供(第5回)：株式会社アップフロントワークス、ビクターエンタテインメント、日本コロムビア、キングレコード（共に第5回）
- データ提供(第5回)：オリコン株式会社（第5回、第3回は協力でORICON名義）
- 編成：佐藤美紀（TBSテレビ、第1,2回）、佐藤礼子（TBSテレビ、第4回）
- 宣伝：小山陽介（TBSテレビ、第1-3,5回）
- AD：田中剛喜、関口葵聖来（共に第1回）、山口裕毅（第1-3回）、高本彩華、松本尚也、牛嶋みなほ、曽根颯太、長島望（共に第2回）、吉田里菜、早川和香（共に第3回）、世羅匡央（第3,5回）、中村都、山口莉那、池下竜太郎、三國理子、山本彩貴、藤口和也、小松加奈、黒沢怜美、藤村暖（共に第4回）、舟根佳祐、土屋凛佳、秋山柚里（共に第5回）
- AP：伊藤みず紀（第1,3,4回）、井口恭子（第2回）、吉川美由紀（第5回）
- ディレクター：橋本伸行（ROFL、第1回）、飯塚翔（いまじん、第1,3,5回、第2回は演出）、東功一朗、永山靖章（BMC）、伊澤洋介（てっぱん）、吉田慶介、松尾俊哉（共に第2回）、瀬戸亘（第3回）、平井正寿（てっぱん、第3回）、齋藤直人（てっぱん、第3,4回）、伊差川竜也、木村諒（共に第4回）、須田真光（BEE OURS、第4回）、雨宮佑介（フォーミュラミュージックエンタテインメント、第4回）、趙成京（第4回、第2回はAD）、芝内竜成（ROFL、第5回）、下村彩人（創輝、第5回）
- プロデューサー：岩下英雅（テレビ朝日映像、第1回）、渡邊奈津子（ROFL、第1,2回）、岡本計（てっぱん、第1,3,4回）、宮崎陽央（TBSテレビ、第4回）、貝瀬芳和（てっぱん、第4回）
- 制作：TBSテレビスポーツ局コンテンツプロデュース部（第4回）